# Tunnel van Corbeau
De tunnel van Corbeau is een spoortunnel in Grâce-Berleur, een deelgemeente van Grâce-Hollogne. De tunnel heeft een lengte van 374 meter. De dubbelsporige spoorlijn 36A gaat door deze tunnel.